# Michel Maurette (écrivain)
Pour les articles homonymes, voir Michel Maurette.
Michel Maurette, né le 19 juillet 1898 à Serralongue (Pyrénées-Orientales) et mort le 6 mars 1973 à Caux-et-Sauzens (Aude), est un écrivain français.

## Biographie
Dès l'âge de douze ans, il doit quitter l'école pour aider ses parents aux travaux agricoles. Mobilisé en 1917 pendant la Première Guerre mondiale, il est intoxiqué par gaz à Tahure le 4 août 1918 ce qui lui vaut d'être cité à l'ordre du régiment le 15 décembre 1918 et d'obtenir la croix de guerre 1914-1918.
Il est président de l'association des écrivains-paysans. Une de ses œuvres majeures est La Crue, parue en 1949, largement inspirée de l'aiguat de 1940 qui a dévasté sa région, dans laquelle il est le premier à promouvoir au niveau national le terme catalan aiguat qui désigne depuis cette catastrophe.
Il est président de l'Académie des arts et des sciences de Carcassonne en 1962.

## Prix et récompenses
Il est plusieurs fois récompensé par l'Académie française
- 1956 - Prix Montyon pour Le Clos Saint-Michel
- 1969 - Prix Roberge pour L’Enfant des Loups
- 1970 - Prix J.-J. Weiss pour Le Rêve d’écrire
- 1972 - Prix Kastner-Boursault pour La Crue

## Œuvre
- Michel Maurette, Scènes de la vie rustique, Marseille, Pro-Arte, 1930
- Michel Maurette (préf. Ludovic Massé), La Crue, Perpignan, La Tramontane, 1949Réédité en 1959, 1971, 1982, 2007 :
  - Michel Maurette (ill. Jean Camberoque), La Crue, Blainville-sur-Mer, L'Amitié par le livre, 1959 (réimpr. 1971)Avec une introduction de Joë Bousquet
  - Michel Maurette (préf. Ludovic Massé, ill. Jean Camberoque), La Crue, Marcevol, Éditions du Chiendent, 1982Avec une introduction de Joë Bousquet
  - Michel Maurette (préf. Joseph Ribas, ill. Jean Camberoque), La Crue, Marcevol, Publications de l'Olivier, 2007Suivi d'une étude « La Crue et l'aiguat de 1940 » par Gérard Soutadé
- Michel Maurette, Le Temps des Merveilles, Perpignan, La Tramontane, 1950
- Michel Maurette, Discours aux Jeux floraux, Carcassonne, Imprimerie Bonnafous, 1951
- Michel Maurette, Le Vieux fouloir, Perpignan, Falquès-Ressac, 1951
- Michel Maurette, La Corbière et son poète, Carcassonne, Imprimerie Mavit, 1953
- Michel Maurette, Le Clos Saint-Michel, Paris, La Nef, 1955
- Michel Maurette, La Confession d'un laboureur, Carcassonne, Imprimerie Mavit, 1956
- Collectif, Nouvelles, Paris, Juillard, 1958
- Michel Maurette; Joe Bousquet présenté par Michel Maurette (25 pages). Lettres inédites. Une Bibliographie. Visages de ce temps. Collection dirigée par Jean Digot. Rodez. Éditions Subervie. 1963. in-12 de 127 pages
- Michel Maurette (ill. Jean Camberoque), L'Enfant des loups, Blainville-sur-Mer, L'Amitié par le livre, 1968
- Michel Maurette (ill. Jean Camberoque), Le Rêve d'écrire, Blainville-sur-Mer, L'Amitié par le livre, 1970
- Collectif, Nouvelles 1971, Blainville-sur-Mer, L'Amitié par le livre, 1971
- Michel Maurette, Les Nains, Paris, Les Paragraphes littéraires, 1972

## Décorations
- Croix de guerre 1914-1918, étoile de bronze (15 décembre 1918)
- Chevalier de l'ordre des Palmes académiques (1954)
- Chevalier de la Légion d'honneur (décret du 15 octobre 1958). Il est fait chevalier par Albert Sarraut le 18 juin 1960.